# Phomopsis
Phomopsis és un gènere de fongs ascomicots de l'ordre dels diaportals (Diaporthales).

## Algunes espècies
- Phomopsis arnoldiae
- Phomopsis asparagi
- Phomopsis asparagicola
- Phomopsis azadirachtae
- Phomopsis cannabina
- Phomopsis caricae-papayae
- Phomopsis coffeae
- Phomopsis elaeagni
- Phomopsis ganjae
- Phomopsis javanica
- Phomopsis juniperovora
- Phomopsis lokoyae
- Phomopsis mangiferae
- Phomopsis obscurans
- Phomopsis perseae
- Phomopsis prunorum
- Phomopsis scabra
- Phomopsis sclerotioides
- Phomopsis tanakae
- Phomopsis theae
- Phomopsis viticola

## Infecció en les plantes
L'espècie Phomopsis viticola, causa la malaltia de les plantes anomenada també phomopsis. Normalment la infecció comença a la primavera. Afecta les fulles, fruit, raquis i brots de les plantes de la vinya.
P. juniperovora, infecta plantes del gènere Juniperus.